# Isanthrene
Isanthrene este un gen de insecte lepidoptere din familia Arctiidae.

## Galerie

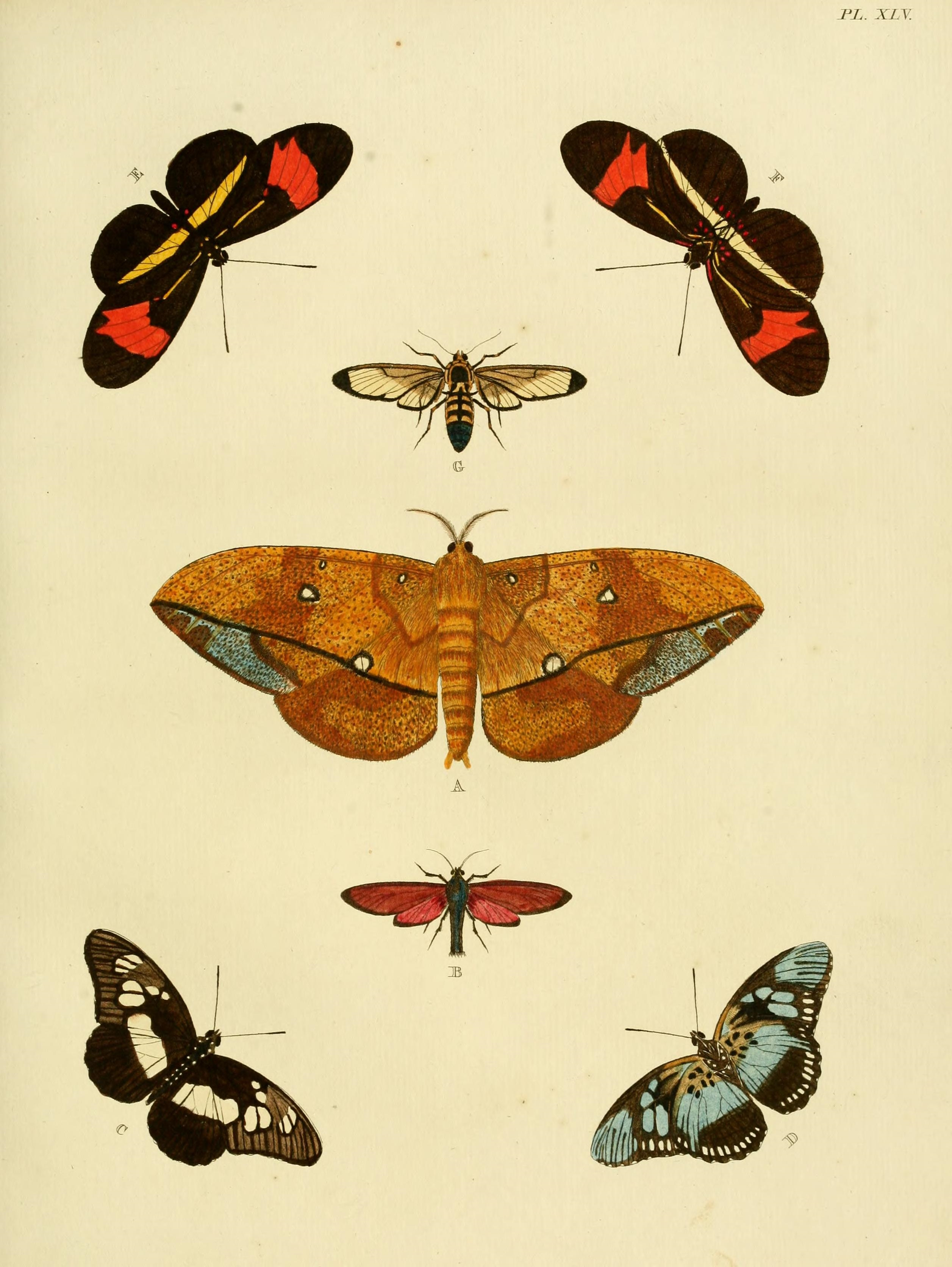

## Specii[1]
- Isanthrene aterrima
- Isanthrene atrizonata
- Isanthrene azia
- Isanthrene basifera
- Isanthrene basiferoides
- Isanthrene cajetani
- Isanthrene cazador
- Isanthrene championi
- Isanthrene colimae
- Isanthrene columbiana
- Isanthrene crabrionides
- Isanthrene crabroniformis
- Isanthrene dorsimacula
- Isanthrene drucei
- Isanthrene echemon
- Isanthrene felderi
- Isanthrene flavicornis
- Isanthrene flavizonata
- Isanthrene fulvipuncta
- Isanthrene grenadensis
- Isanthrene illegitima
- Isanthrene incendiaria
- Isanthrene joda
- Isanthrene machile
- Isanthrene maculata
- Isanthrene mathani
- Isanthrene maxima
- Isanthrene melas
- Isanthrene meridae
- Isanthrene meridensis
- Isanthrene minor
- Isanthrene monticola
- Isanthrene notipennis
- Isanthrene pelor
- Isanthrene pentagona
- Isanthrene perboscii
- Isanthrene pertexta
- Isanthrene pertyi
- Isanthrene phyleis
- Isanthrene pompiloides
- Isanthrene porphyria
- Isanthrene profusa
- Isanthrene pyrocera
- Isanthrene roreri
- Isanthrene schausi
- Isanthrene thyestes
- Isanthrene tryhanei
- Isanthrene ustrina
- Isanthrene varia
- Isanthrene venezuelana
- Isanthrene vespiformis
- Isanthrene vespoides
- Isanthrene vogli